# Markthalle (Les Riceys)

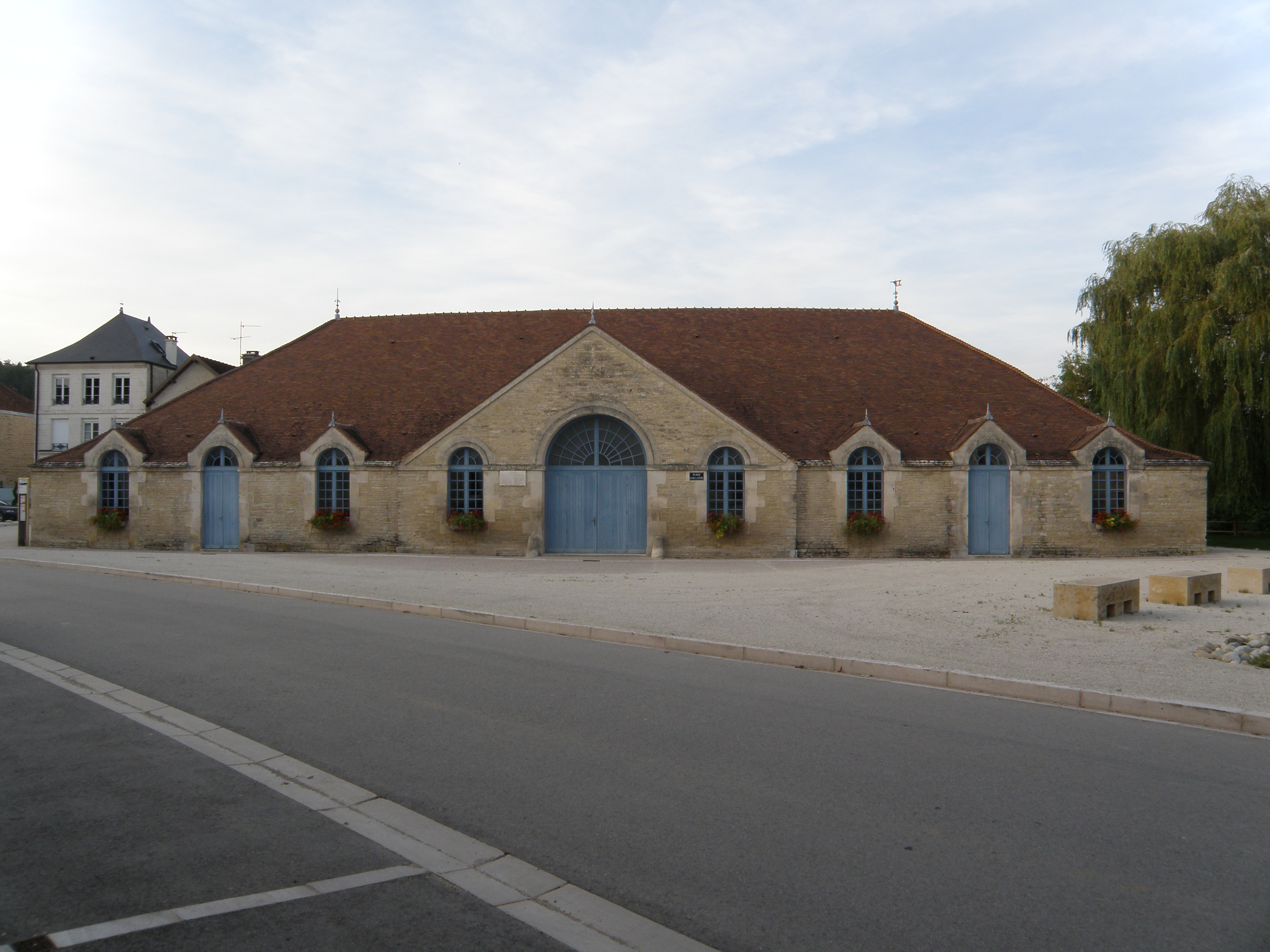
Markthalle in Les Riceys

Die Markthalle in Les Riceys, einer französischen Gemeinde im Département Aube in der Region Grand Est, wurde im ersten Viertel des 19. Jahrhunderts errichtet. Die Markthalle an der Place de la Halle im Ortsteil Ricey-Haut steht seit 1980 als Monument historique auf der Liste der Baudenkmäler in Frankreich.
Das Gebäude aus Bruchstein besitzt Rundbogenfenster und Eingänge aus Haustein. Der obere Teil der Fenster ist in Form von Dachgauben in das Walmdach integriert.